# The Hollow (A Perfect Circle)
The Hollow è un singolo del gruppo musicale statunitense A Perfect Circle, pubblicato il 17 ottobre 2001 come terzo estratto dal primo album in studio Mer de Noms.

## Descrizione
Risalente al 1988, si tratta di uno dei primi brani scritti da Billy Howerdel, ispirato dalle sonorità di The Cure e Cocteau Twins, ed è l'unico di Mer de Noms a non presentare il contributo del batterista Josh Freese, dove al suo posto figura Tim Alexander dei Primus. Freese infatti si unì alla formazione quando le parti di batteria erano già state registrate; quest'ultimo le sovraincise ma tuttavia gli furono preferite quelle di Alexander.
Il testo parla della natura effimera dell'esperienza sessuale e di come essa tende a deteriorare l'essere umano nel tentativo di riempire un vuoto profondo nella sua emotività.

## Tracce
Testi e musiche di Billy Howerdel e Maynard James Keenan.
CD (Europa – parte 1)
1. The Hollow – 2:58
2. The Hollow (Costantly Consuming Remix) – 3:38
3. Judith (Remix) – 4:23

CD (Europa – parte 2)
1. The Hollow (Live) – 3:39
2. The Hollow (The Bunk Remix) – 3:12
3. Judith (Video) – 4:05

CD maxi (Europa)
1. The Hollow – 2:58
2. The Hollow (Costantly Consuming Remix) – 3:38
3. The Hollow (The Bunk Remix) – 3:17
4. Judith (Remix) – 4:23
5. Judith (Video) – 4:05

CD (Stati Uniti)
1. The Hollow (Mix 2001) – 3:20
2. The Hollow (Album Version) – 2:58
3. Call Out Hook #1
4. Call Out Hook #2

7" (Europa)
- Lato A

1. The Hollow – 2:58

- Lato B

1. The Hollow (The Bunk Remix) – 3:17

CD promozionale – Acoustic Live from Philly (Stati Uniti)
1. The Hollow (Acoustic Live from Philly) – 4:54

## Formazione
Hanno partecipato alle registrazioni, secondo le note di copertina di Mer de Noms:
Gruppo
- Maynard James Keenan – voce
- Billy Howerdel – cori, chitarra, basso

Altri musicisti
- Tim Alexander – batteria

Produzione
- Billy Howerdel – produzione, missaggio, ingegneria del suono
- Alan Moulder – missaggio, ingegneria del suono
- Eddy Schreyer – mastering

## Classifiche
| Classifica (2000)             | Posizione massima |
| ----------------------------- | ----------------- |
| Regno Unito                   | 72                |
| Stati Uniti (alternative)     | 17                |
| Stati Uniti (mainstream rock) | 14                |